# Megachile seychellensis
Megachile seychellensis là một loài Hymenoptera trong họ Megachilidae. Loài này được Cameron mô tả khoa học năm 1907.